# Teodora de Trebisonda
Teodora Comnena fou la vuitena emperadriu de Trebisonda, que va governar després d'usurpar el tron al seu mig germà Joan II.

## Regnat
Teodora era filla de l'emperador Manuel I i de la georgiana Rusudan. No és clar si la seva mare era la segona esposa de Manuel o si només era una concubina. Tampoc hi ha proves suficients per determinar si aquesta Teodora i una princesa de Trebisonda del mateix nom que apareix a la Crònica del bisbe Esteve, casada amb un noble o rei de Geòrgia, siguin la mateixa persona o si, anteriorment al seu regnat va ser monja, com va passar amb Anna Anacoutlou al segle següent.
El 1284, amb el suport militar del rei David VI de Geòrgia, va aconseguir usurpar el tron al seu mig germà, l'emperador Joan II. Probablement Joan II es va refugiar a Tripolis. Uns mesos després Joan va recuperar el tron. A la Crònica de Miquel Panàret aquest fet és resumit dient que Teodora "va desaparèixer de sobte", que potser es podria interpretar com que va fugir sense oposar resistència quan va veure venir Joan amb un exèrcit decidit a recuperar el tron.
Encara que el regnat va ser breu, va tenir temps per fer encunyar monedes amb el seu nom; se'n conserven uns quants tipus d'aspers, la moneda de plata més emprada a l'Imperi de Trebisonda. En tota la història d'aquest imperi va ser l'única dona el nom de la qual està present en monedes.